# Mont Yoko (Yatsugatake septentrional)
Pour les articles homonymes, voir Mont Yoko et Mont Yoko (Hidaka).
Le mont Yoko (横岳, Yoko-dake), aussi appelé mont Kita Yoko, est un dôme de lave actif situé dans le groupe volcanique septentrional de Yatsugatake des monts Yatsugatake sur l'île de Honshū au Japon. Le mont Yoko, qui a montré une activité très récente, est considéré comme un volcan actif. Sa dernière éruption date d'environ 800 ans. L'éruption se composait de cendres avec une coulée de lave de quelque 3 millions de mètres cubes. L'éruption a été datée par radiocarbone. L'éruption précédente est postérieure à 400 av. J.-C.